# Jöns Willman
Jöns Eriksson Willman (Wildman, Wilman), död 1705, var en svensk målarmästare och ornamentist.
Willman var gift med konterfejaren Anders Lorentz dotter Catharina. Han skrevs in som lärling hos Anders Lorentz 1676 och skrevs ut som målargesäll 1683 för att senare omtalas som målarmästare. Bland hans bevarade arbeten märks en målning föreställande Kristi gravläggning i Djurö kyrka i Uppland från 1685. Av bevarade brev vet man att han 1693 vistades i Paris och där arbetade för Bérain. Efter att han senare under 1693 återvänt till Sverige var han sysselsatt med förgyllning under hvalfvet i slottskyrkan och 1696–1697 utförde han ornament på guldbotten i fönstersmygar och tak i två rum på slottet. Stora delar av hans arbeten på slottet förstördes i den stora slottsbranden 1697. Han anlitades för enklare dekorationsuppdrag vid Ulrika Eleonoras och Karl XI:s begravningar samt dekorationer till de maskerader som genomfördes på slottet 1700.